# Ossonoba torpida
Ossonoba torpida là một loài bướm đêm trong họ Erebidae.